# Where the Gloom Becomes Sound
Where the Gloom Becomes Sound è il quinto album in studio della band metal svedese Tribulation. È stato pubblicato il 29 gennaio 2021 su Century Media Records. È l'ultimo album con lo storico chitarrista Johnathan Hùlten.

## Tracce
1. In Remembrance – 6:50
2. Hour of the Wolf – 4:31
3. Leviathans – 4:54
4. Dirge of a Dying Soul – 5:08
5. Lethe – 2:12
6. Daughter of the Djinn – 5:34
7. Elementals – 3:30
8. Inanna – 4:37
9. Funeral Pyre – 7:22
10. The Wilderness – 6:39

## Formazione
Gruppo
- Johannes Andersson - voce, basso
- Adam Zaars - chitarra
- Jonathan Hultén - chitarra, pianoforte
- Jakob Ljungberg - batteria